# Аїн-Сохна
Аїн Сохна (араб. العين السخنة) — місто в губернаторстві Суец у Єгипті. Знаходиться на західному березі Суецької затоки Червоного моря.

## Історія
Нещодавно археологічні розкопки показали, що на території Аїн Сохна були давньоєгипетський порт і поселення. Вперше проведено розкопки у 1999 році професором Махмудом Абд ель-Разіком. Французькі та єгипетські археологи досліджують цю територію з того часу.

## Клімат
Місто знаходиться у зоні, котра характеризується кліматом тропічних пустель. Найтепліший місяць — липень із середньою температурою 28.3 °C (83 °F). Найхолодніший місяць — січень, із середньою температурою 13.9 °С (57 °F).
| Клімат Аїн-Сохни                                                 | Клімат Аїн-Сохни | Клімат Аїн-Сохни | Клімат Аїн-Сохни | Клімат Аїн-Сохни | Клімат Аїн-Сохни | Клімат Аїн-Сохни | Клімат Аїн-Сохни | Клімат Аїн-Сохни | Клімат Аїн-Сохни | Клімат Аїн-Сохни | Клімат Аїн-Сохни | Клімат Аїн-Сохни | Клімат Аїн-Сохни |
| Показник                                                         | Січ.             | Лют.             | Бер.             | Квіт.            | Трав.            | Черв.            | Лип.             | Серп.            | Вер.             | Жовт.            | Лист.            | Груд.            | Рік              |
| Середній максимум, °C                                            | 18,9             | 21,1             | 23,9             | 27,8             | 32,8             | 35               | 35               | 35               | 32,2             | 30               | 26,1             | 21,1             | 28,2             |
| Середня температура, °C                                          | 13,9             | 15               | 17,2             | 21,1             | 25,6             | 27,8             | 28,3             | 28,3             | 26,1             | 23,9             | 20               | 15,6             | 21,9             |
| Середній мінімум, °C                                             | 8,9              | 8,9              | 11,1             | 13,9             | 17,8             | 20               | 22,2             | 22,2             | 20               | 17,8             | 13,9             | 10               | 15,6             |
| Температура води, °C                                             | 22               | 21               | 21               | 23               | 24               | 26               | 27               | 28               | 28               | 27               | 25               | 23               |                  |
| Норма опадів, мм                                                 | 3.3              | 3.9              | 3.8              | 2.3              | 1.7              | 0.3              | 0.2              | 0.2              | 0.1              | 0.5              | 2                | 3.5              | 21.8             |
| Днів з опадами                                                   | 2,9              | 2,4              | 2                | 1,2              | 0,9              | 0,4              | 0,1              | 0,1              | 0,1              | 0,7              | 1,2              | 2,2              | 14,2             |
| Вологість повітря, %                                             | 58               | 54.3             | 51.5             | 44.2             | 42.5             | 45.2             | 49.3             | 52.7             | 53.9             | 55.6             | 57.3             | 58.8             | 51.9             |
| ---------------------------------------------------------------- | ---------------- | ---------------- | ---------------- | ---------------- | ---------------- | ---------------- | ---------------- | ---------------- | ---------------- | ---------------- | ---------------- | ---------------- | ---------------- |
| Джерело: Weatherbase, Weatherbase (опади), Weather2Travel (вода) |                  |                  |                  |                  |                  |                  |                  |                  |                  |                  |                  |                  |                  |

## Інфраструктура
2021-го року розпочато спорудження 660-кілометрової високошвидкісної залізниці у напрямку середземноморського курорту Мерса-Матрух.